# Lakritsrotssläktet
Lakritsrotssläktet  (Glycyrrhiza) är ett växtsläkte i familjen ärtväxter.
Kladogram enligt Catalogue of Life:
| Glycyrrhiza | \| \| Glycyrrhiza acanthocarpa \| \| \| \| \| \| Glycyrrhiza aspera \| \| \| \| \| \| Glycyrrhiza astragalina \| \| \| \| \| \| Glycyrrhiza bucharica \| \| \| \| \| \| Glycyrrhiza echinata \| \| \| \| \| \| Glycyrrhiza eglandulosa \| \| \| \| \| \| Glycyrrhiza eurycarpa \| \| \| \| \| \| Glycyrrhiza foetida \| \| \| \| \| \| Glycyrrhiza foetidissima \| \| \| \| \| \| lakritsvaxt \| \| \| \| \| \| Glycyrrhiza gontscharovii \| \| \| \| \| \| Glycyrrhiza iconica \| \| \| \| \| \| Glycyrrhiza inflata \| \| \| \| \| \| Glycyrrhiza korshinskyi \| \| \| \| \| \| Glycyrrhiza lepidota \| \| \| \| \| \| Glycyrrhiza pallidiflora \| \| \| \| \| \| Glycyrrhiza squamulosa \| \| \| \| \| \| Glycyrrhiza triphylla \| \| \| \| \| \| Glycyrrhiza uralensis \| \| \| \| \| \| Glycyrrhiza yunnanensis \| \| \| \| |
|             | \| \| Glycyrrhiza acanthocarpa \| \| \| \| \| \| Glycyrrhiza aspera \| \| \| \| \| \| Glycyrrhiza astragalina \| \| \| \| \| \| Glycyrrhiza bucharica \| \| \| \| \| \| Glycyrrhiza echinata \| \| \| \| \| \| Glycyrrhiza eglandulosa \| \| \| \| \| \| Glycyrrhiza eurycarpa \| \| \| \| \| \| Glycyrrhiza foetida \| \| \| \| \| \| Glycyrrhiza foetidissima \| \| \| \| \| \| lakritsvaxt \| \| \| \| \| \| Glycyrrhiza gontscharovii \| \| \| \| \| \| Glycyrrhiza iconica \| \| \| \| \| \| Glycyrrhiza inflata \| \| \| \| \| \| Glycyrrhiza korshinskyi \| \| \| \| \| \| Glycyrrhiza lepidota \| \| \| \| \| \| Glycyrrhiza pallidiflora \| \| \| \| \| \| Glycyrrhiza squamulosa \| \| \| \| \| \| Glycyrrhiza triphylla \| \| \| \| \| \| Glycyrrhiza uralensis \| \| \| \| \| \| Glycyrrhiza yunnanensis \| \| \| \| |
|             | Glycyrrhiza acanthocarpa |
|             | |
|             | Glycyrrhiza aspera |
|             | |
|             | Glycyrrhiza astragalina |
|             | |
|             | Glycyrrhiza bucharica |
|             | |
|             | Glycyrrhiza echinata |
|             | |
|             | Glycyrrhiza eglandulosa |
|             | |
|             | Glycyrrhiza eurycarpa |
|             | |
|             | Glycyrrhiza foetida |
|             | |
|             | Glycyrrhiza foetidissima |
|             | |
|             | lakritsvaxt |
|             | |
|             | Glycyrrhiza gontscharovii |
|             | |
|             | Glycyrrhiza iconica |
|             | |
|             | Glycyrrhiza inflata |
|             | |
|             | Glycyrrhiza korshinskyi |
|             | |
|             | Glycyrrhiza lepidota |
|             | |
|             | Glycyrrhiza pallidiflora |
|             | |
|             | Glycyrrhiza squamulosa |
|             | |
|             | Glycyrrhiza triphylla |
|             | |
|             | Glycyrrhiza uralensis |
|             | |
|             | Glycyrrhiza yunnanensis |
|             | |

## Bildgalleri

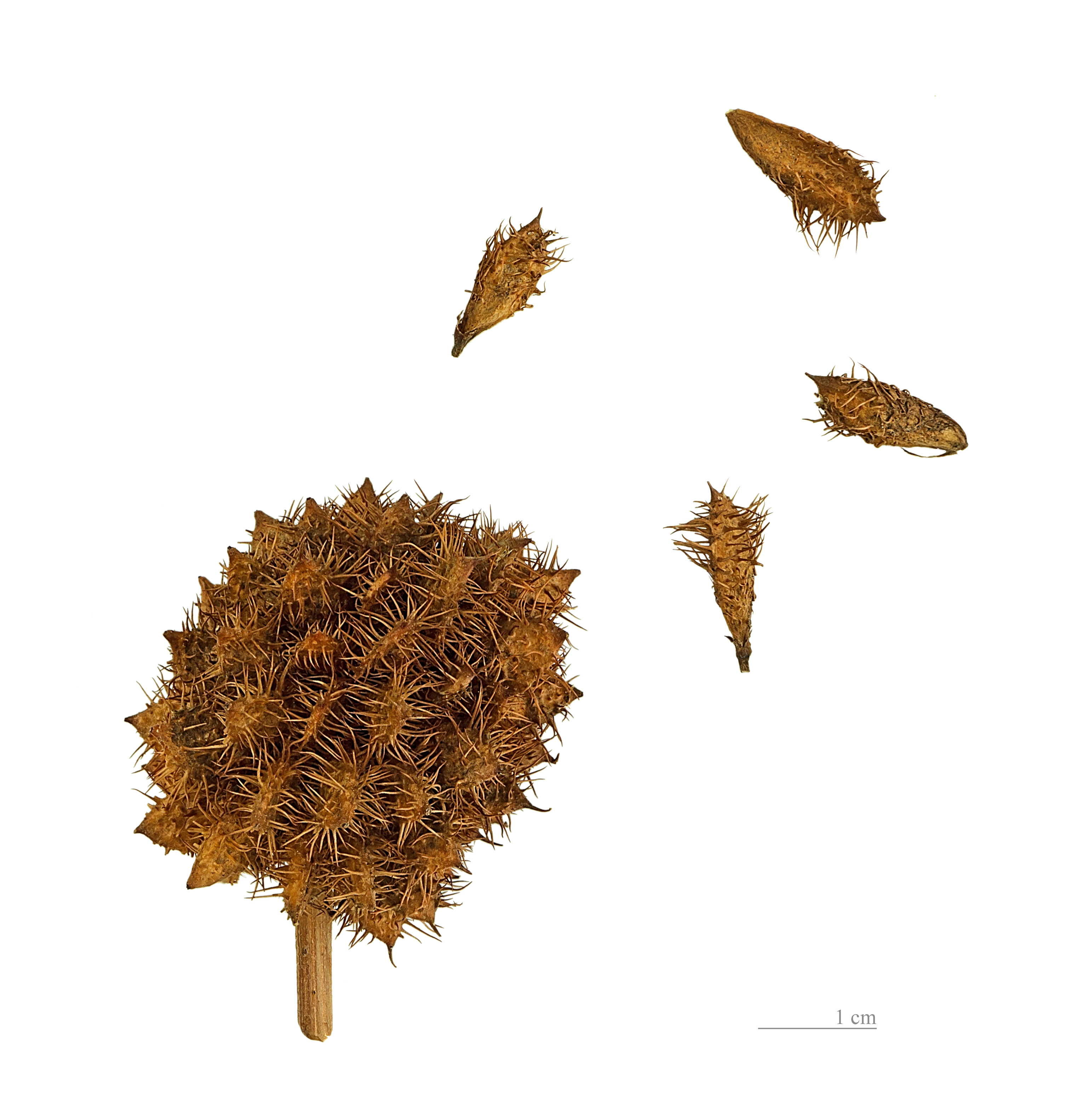
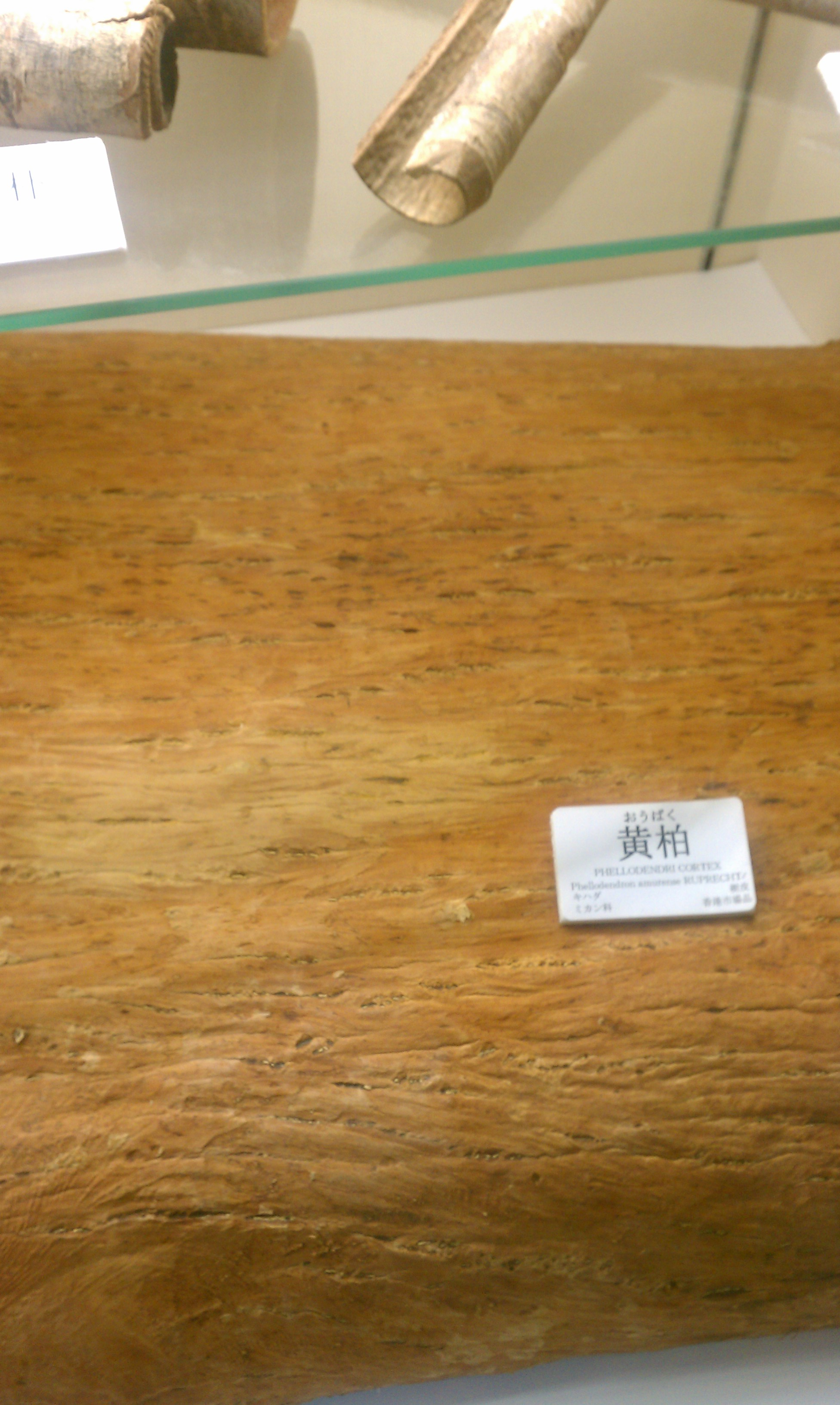